# 2. Untersuchungsausschuss der 20. Wahlperiode des Deutschen Bundestages
Der 2. Untersuchungsausschuss der 20. Wahlperiode des Deutschen Bundestages (auch Untersuchungsausschuss Atom), der vom 20. Deutschen Bundestag im Juli 2024 eingesetzt wurde, sollte ein Gesamtbild von den Entscheidungsprozessen in der Bundesregierung zur Anpassung der Energieversorgung Deutschlands, der Gesetzgebung und der Energiepolitik nach dem russischen Überfall auf die Ukraine sowie von den in die Entscheidungsprozesse eingeflossenen Informationen, den leitenden Überlegungen und Zielsetzungen und von der Kommunikation gegenüber Parlament und Öffentlichkeit verschaffen. Er sollte auch im Zusammenhang mit der endgültigen Stilllegung der letzten drei in Deutschland betriebenen Kernkraftwerke im Jahr 2023 klären, ob der Abschaltung der Kraftwerke im April 2023 eine ergebnisoffene Prüfung einer Laufzeitverlängerung vorausging. Der Abschlussbericht wurde am 19. Februar 2025 vorgelegt, darin konnten sich die Fraktionen nicht auf einen gemeinsamen Bericht einigen, er enthält die durch die beteiligten Bundestagsfraktionen von SPD, CDU/CSU, Bündnis 90/Die Grünen, FDP und AfD verfassten eigenen Voten mit Feststellungen zum Sachverhalt und einer hierauf gestützten Bewertung.

## Hintergrund
Im Rahmen des Atomausstiegs in Deutschland sollten die drei letzten betriebenen Kernkraftwerke Isar 2, Neckarwestheim 2 und Emsland nach dem Gesetz über die friedliche Verwendung der Kernenergie und den Schutz gegen ihre Gefahren (Atomgesetz/AtG) zum 31. Dezember 2022 den Leistungsbetrieb beenden. Bundeswirtschaftsminister Robert Habeck sagte im Februar 2022 eine ergebnisoffene Prüfung zu einem möglichen Weiterbetrieb der Kernkraftwerke in Deutschland zu.
In einem Vermerk der Fachebene des Bundesministeriums für Umwelt, Naturschutz, nukleare Sicherheit und Verbraucherschutz (BMUV) vom 1. März 2022 wurde darauf eingegangen, unter welchen Voraussetzungen ein kurzzeitiger oder ein langzeitiger Weiterbetrieb möglich und mit der nuklearen Sicherheit verträglich wäre. In einem Vermerk vom 3. März 2022 hieß es vom Leiter der Abteilung Nukleare Sicherheit und Strahlenschutz im BMUV, dass eine Verlängerung der Laufzeit über den gesetzlich festgelegten 31. Dezember 2022 hinaus sicherheitstechnisch nicht vertretbar wäre. Am 7. März 2022 lehnten das Bundesministerium für Wirtschaft und Klimaschutz (BMWK) und das BMUV gemeinsam einen Weiterbetrieb ab, auch aus Gründen der nuklearen Sicherheit. Am 27. September 2022 kündigte Bundeswirtschaftsminister Robert Habeck an, für die beiden Kraftwerke Isar 2 und Neckarwestheim die Reserveoption ziehen und die Kraftwerke bis ins Frühjahr 2023 am Netz behalten zu wollen. Bundeskanzler Olaf Scholz setzte Mitte Oktober 2022 per Richtlinienkompetenz den Weiterbetrieb aller drei noch betriebenen Kernkraftwerke bis zum 15. April 2023 durch.
In der Folge wurden Zweifel geäußert an einer tatsächlichen ergebnisoffenen Prüfung eines Weiterbetriebs durch das Ministerium unter Robert Habeck. Mit Urteil vom 22. Januar 2024 unterlag das BMWK vor dem Verwaltungsgericht Berlin gegen einen Journalisten des Magazins Cicero und musste Unterlagen zu den vorstehenden Vorgängen freigeben (Az. VG 2 K 302/22 u. a.); das Magazin veröffentlichte daraufhin am 25. April 2024 einen Artikel unter der Überschrift „Wie die Grünen beim Atomausstieg getäuscht haben“ mit der Kernaussage, es seien sowohl im Wirtschafts- als auch im Umweltministerium im Frühjahr 2022 Bedenken zum Atomausstieg unterdrückt worden. Der Blog Volksverpetzer kam nach einer Prüfung der Originaldokumente zu dem Schluss, Cicero habe „Dinge dazugedichtet, […] um einen Skandal zu erfinden.“ Cicero scheiterte vor dem Landgericht Hamburg mit einem Antrag auf einstweilige Verfügung gegen diese Aussage.

## Antrag
In der 168. Sitzung des 20. Deutschen Bundestag am 14. Mai 2024 fand auf Antrag der CDU/CSU-Fraktion im Deutschen Bundestag eine Aktuelle Stunde unter dem Titel „Kernkraft-Aus – Vorgänge um Bundesminister Habeck und Bundesministerin Lemke transparent aufklären“ statt.
Die CDU/CSU-Fraktion im Deutschen Bundestag brachte im Juni 2024 einen Antrag zur „Einsetzung des 2. Untersuchungsausschusses der 20. Wahlperiode“ (20/11731) ein, um die Umstände des Atomausstiegs aufzuklären. Die Fraktion schlug vor, dass dem Untersuchungsausschuss 14 ordentliche Mitglieder (SPD- und CDU/CSU-Fraktion je vier, Bündnis 90/Die Grünen und FDP-Fraktion je zwei, AfD-Fraktion und Gruppe Die Linke je ein Mitglied sowie jeweils stellvertretende Mitglieder) angehören sollten. Angestrebt wurde laut Antrag „ein umfassendes und detailliertes Gesamtbild [...] von den Entscheidungsprozessen in der Bundesregierung zur Anpassung der Energieversorgung Deutschlands, der die Energieversorgung von Bürgerinnen und Bürgern sowie Unternehmen betreffenden Regelsetzung, insbesondere der Gesetzgebung, und der Energiepolitik an die nach dem Ausbruch des Kriegs gegen die Ukraine fundamental veränderte Lage sowie von den in die Entscheidungsprozesse eingeflossenen Informationen, den die getroffenen Entscheidungen leitenden Überlegungen und Zielsetzungen und von der diesbezüglichen Kommunikation gegenüber Parlament und Öffentlichkeit“. Der Untersuchungszeitraum sollte am 24. Februar 2022 beginnen und mit dem Beschluss des Bundestages über die Einsetzung des 2. Untersuchungsausschusses enden.
Nach Artikel 44 des Grundgesetzes kann und muss der Deutsche Bundestag auf Antrag eines Viertels seiner Mitglieder einen Untersuchungsausschuss einsetzen. Der Unionsfraktion gehörten zum Zeitpunkt des Antrags 196 der 733 Mitglieder des Deutschen Bundestages an und somit mehr als die benötigten 25 Prozent.
Am 14. Juni 2024 wurde im Plenum dazu diskutiert, im Anschluss an die Aussprache wurde der Antrag an den federführenden Ausschuss für Wahlprüfung, Immunität und Geschäftsordnung zur weiteren Beratung überwiesen. Am 2. Juli 2024 brachte die Unionsfraktion noch einen Änderungsantrag zu ihrem Antrag ein. Der Prüfungsausschuss tagte am 3. Juli 2024. Die Fraktionen der Koalition brachten an diesem Tag einen weiteren Änderungsantrag, betreffend die Reduzierung der Zahl der Mitglieder, ein. Die Gruppe Die Linke erklärte im Prüfungsausschuss, sich am Untersuchungsausschuss nicht zu beteiligen. Der Ausschuss für Wahlprüfung, Immunität und Geschäftsordnung empfahl dem Bundestag die Annahme des Antrags in geänderter Fassung mit den Stimmen der Fraktionen der CDU/CSU und AfD bei Stimmenthaltung der Fraktionen SPD, Bündnis 90/Die Grünen und FDP sowie der Gruppe Die Linke. In der 181. Sitzung des 20. Deutschen Bundestages am 4. Juli 2024 war diese Empfehlung als abschließende Beratung ohne Aussprache vorgesehen; der Untersuchungsausschuss wurde so eingesetzt.

## Ziel
Untersuchungsauftrag war, sich „ein umfassendes und detailliertes Gesamtbild [zu] verschaffen von den Entscheidungsprozessen in der Bundesregierung zur Anpassung der Energieversorgung Deutschlands, der die Energieversorgung von Bürgerinnen und Bürgern sowie Unternehmen betreffenden Regelsetzung, insbesondere der Gesetzgebung, und der Energiepolitik an die nach dem Ausbruch des Kriegs gegen die Ukraine fundamental veränderte Lage sowie von den in die Entscheidungsprozesse eingeflossenen Informationen, den die getroffenen Entscheidungen leitenden Überlegungen und Zielsetzungen und von der diesbezüglichen Kommunikation gegenüber Parlament und Öffentlichkeit“ im Zeitraum vom 24. Februar 2022 bis zur Einsetzung des Untersuchungsausschusses.
Insbesondere sollte geklärt werden,
- welche Informationen über die Energieversorgung und ihre Entwicklung sowie die nukleare Sicherheit verfügbar waren und in die Entscheidungsprozesse einbezogen wurden oder aber welche Informationen hätten verfügbar gemacht und einbezogen werden können und wieso das ggf. nicht geschah,[17]
- ob und gegebenenfalls welche mit Fragen der Energieversorgung und der nuklearen Sicherheit befassten deutschen und internationale Behörden, Forschungseinrichtungen etc. in den Entscheidungsprozessen mit Bundesbehörden in Kontakt standen oder beteiligt wurden oder welche ggf. hätten kontaktiert oder beteiligt werden können und wieso das ggf. nicht geschah,[17]
- ob Bundestag und Öffentlichkeit jeweils umfassend, zeitnah, sachgerecht und zutreffend informiert wurden[17] sowie
- ob die von Bundesminister Habeck am 27. Februar 2022 zugesagte ergebnisoffene Prüfung stattgefunden hat.[17]

Geprüft werden sollte zudem, ob und wie die Art und Weise der Aktenführung und Entscheidungsdokumentation die parlamentarische Kontrolle von Entscheidungen ermöglicht oder erschwert und welche Änderungen von Vorschriften deshalb sachgerecht und geboten sind.

## Mitarbeit im Untersuchungsausschuss

### Mitglieder des Ausschusses
Dem Untersuchungsausschuss gehörten elf ordentliche (SPD-Fraktion sowie CDU/CSU-Fraktion je drei Mitglieder, Fraktion Bündnis 90/Die Grünen sowie FDP-Fraktion je zwei Mitglieder, AfD-Fraktion ein Mitglied) und elf stellvertretende Mitglieder an; die damalige Fraktion Die Linke im Bundestag beteiligte sich nicht am Untersuchungsausschuss.
Zum Start des Untersuchungsausschusses wurden als Mitglieder benannt:
- SPD-Bundestagsfraktion:
  - Jakob Blankenburg (Obmann), Zanda Martens und Robin Mesarosch als ordentliche Mitglieder,[18]
  - Johannes Fechner, Dunja Kreiser und Nina Scheer als Stellvertreter[18]
- CDU/CSU-Fraktion im Deutschen Bundestag:
  - Andreas Lenz (Obmann), Stefan Heck und Anne König als ordentliche Mitglieder[18]
  - Fabian Gramling, Dietrich Monstadt und Klaus Wiener als Stellvertreter[18]
- Bundestagsfraktion Bündnis 90/Die Grünen:
  - Konstantin von Notz (Obmann) und Lukas Benner[19][20] als ordentliche Mitglieder
- Fraktion der Freien Demokraten:
  - Frank Schäffler (Obmann) und Judith Skudelny als ordentliche Mitglieder[18]
  - Carl-Julius Cronenberg und Michael Kruse als Stellvertreter[18]
- AfD-Fraktion im Deutschen Bundestag:
  - Andreas Bleck (Obmann) als ordentliches Mitglied[18]
  - Michael Kaufmann als Stellvertreter[18]

Als Vorsitzender wurde Stefan Heck gewählt, sein Stellvertreter Robin Mesarosch per Akklamation bestimmt.
Änderungen in der ursprünglichen Besetzung gab es wie folgt:
- FDP: Julian Grünke wurde anstelle von Judith Skudelny als ordentliches Mitglied benannt
- Bündnis 90/Die Grünen: Lisa Badum und Bernhard Herrmann wurden als stellvertretende Mitglieder benannt.

### Mitarbeiter der Fraktionen
Von den Fraktionen wurden für die Teilnahme an den Sitzungen des Ausschusses folgende Mitarbeiter benannt:
- SPD: Anne Hawxwell (federführend), Stefanie Awe, Orkan Kiliçdaroglu, Keno Kunkel, Anja Möbus, Lenard Schauhoff, Ece Schirmer, Paulina Schmidt, Jakob Schmitz und Ali von Wangenheim[2]
- CDU/CCSU: Andreas Feser (federführend). Johannes Becker, Andreas Abmeier, Carina Emser, Justus Kersting, Daniel Kopp, Philip C. Lipp, Philipp Matzke, André Meyer, Julia Schulze, Jochen Splettstößer, Jana Süß, Matti Weiß und Susanna Wiegand[2]
- Bündnis 90/Die Grünen: Martina Kant (federführend), Felix John, Judith Neidhardt, Felix Otto, Jörn Pohl, Patrick Roedern und Daniel Walter[2]
- FDP: Bastian Bremecker (federführend), Philip Brozé, Barnabas Crocker, Luca Fölkel, Felicia Fullbrecht, Lena Grale, Jens Hertha, Marc von Holst, Aurelia Laubscher, Kamran Rostam und Doris Schächter[2]
- AfD: Felix Henke (federführend), Dieter Glatting, Fabian Kohlmeyer, Ewa Lewandowska, Ingo Schreurs und Frank Schmidt[2]

### Beauftragte von Mitgliedern der Bundesregierung und des Bundesrates
Für den 2. Untersuchungsausschuss wurden Beauftragte seitens der Bundesregierung vom BMWK, BMUV, BKAmt, BMF und AA sowie seitens des Bundesrates von den Ländern Baden-Württemberg, Niedersachsen und Nordrhein-Westfalen benannt:
- Bundesministerium für Wirtschaft und Klimaschutz: Ingo Fährmann, Clemens Wackernagel und Anna Ludin[2]
- Bundesministerium für Umwelt, Naturschutz, nukleare Sicherheit und Verbraucherschutz: Maren Klein und Rafael Bendszus[2]
- Bundeskanzleramt: Vicky Wagner und Andreas Nobis[2]
- Bundesministerium der Finanzen: Tim Heerhorst, Philipp Peter Germelmann, Matthias Giesecke und Markus Kobus[2]
- Auswärtiges Amt: Frederik Landshöft, Andreas Glossner, Matthias Düwell und Martin Schlinke[2]
- Baden-Württemberg: Mira Schirrmeister[2]
- Niedersachsen: Wiebke Abeling[2]
- Nordrhein-Westfalen: Kerstin Selbach[2]

### Ermittlungsbeauftragte
Am 2. Oktober 2024 beantragte die Fraktion der CDU/CSU die Einsetzung eines Ermittlungsbeauftragten. Am 6. November 2024 wurde die ehemalige SPD-Bundestagsabgeordnete Kirsten Lühmann zur Ermittlungsbeauftragte bestellt.

## Zeugen im Untersuchungsausschuss
511 Personen waren bis Oktober 2024 als Zeugen benannt worden, davon 510 von der Fraktion CDU/CSU. Auf Antrag der Unionsfraktion wurde die Einsetzung eines Ermittlungsbeauftragten beschlossen, der Informationen sammeln und vorab mit den Zeugen sprechen soll; der Ausschuss-Vorsitzende Stefan Heck ging nicht davon aus, dass alle Zeugen auch persönlich vor dem Ausschuss erscheinen werden. Insgesamt hatte der Ausschuss 538 Personen als Zeugen beschlossen. Letztlich führte der Ausschuss vom 10. Oktober 2024 bis zum 16. Januar 2025 im Rahmen von elf öffentlichen Beweisaufnahmesitzungen insgesamt 40 Zeugenvernehmungen und eine Sachverständigenanhörung durch.
Vor den Untersuchungsausschuss wurden dabei auch Wolfram König (von 2016 bis 2024 Präsident des Bundesamtes für die Sicherheit der nuklearen Entsorgung), Inge Paulini (seit 2017 Präsidentin des Bundesamtes für Strahlenschutz), Dirk Messner (seit 2020 Präsident des Umweltbundesamtes), Markus Krebber (seit 2021 Vorstandsvorsitzender der RWE AG), Frank Mastiaux (von 2012 bis 2022 Vorstandsvorsitzender der EnBW Energie Baden-Württemberg), Tim Meyerjürgens (Mitglied des Vorstands und Chief Operating Officer von Tennet TSO), Klaus Müller (seit 2022 Präsident der Bundesnetzagentur), Stefan Tidow (seit 2021 Staatssekretär im Bundesministerium für Umwelt, nukleare Sicherheit und Verbraucherschutz), Patrick Graichen (von 2021 bis 2023 Staatssekretär im Bundesministerium für Wirtschaft und Klimaschutz), Wolf Reuter (2024 Staatssekretär im Bundesministerium der Finanzen), Steffi Lemke (seit 2021 Bundesministerin für Umwelt, Naturschutz, nukleare Sicherheit und Verbraucherschutz), Christian Lindner (von 2021 bis 2024 Bundesminister der Finanzen), Wolfgang Schmidt (seit Bundesminister für besondere Aufgaben/Chef des Bundeskanzleramtes), Robert Habeck (seit 2021 Bundesminister für Wirtschaft und Klimaschutz) und Olaf Scholz (seit 2021 Bundeskanzler) geladen.

## Sachverständige im Untersuchungsausschuss
Als Sachverständigen zu den Themen „Markt und Preiswirkungen der Entscheidungsalternativen zum Primärenergiemix nach dem 24. Februar 2022“, „Sicherheitsaspekte der Entscheidungsalternativen zum Primärenergiemix nach dem 24. Februar 2022“ sowie „Auswirkungen der Entscheidungsalternativen zum Primärenergiemix nach dem 24. Februar 2022 auf die CO2-Bilanz“ wurden am 28. November 2024 Marc Oliver Bettzüge (Universität zu Köln), Veronika Grimm (Technische Universität Nürnberg), Claudia Kemfert (Deutsches Institut für Wirtschaftsforschung), Felix Christian Matthes (Öko-Institut), Wolfgang Renneberg (ehemaliger Abteilungsleiter für Reaktorsicherheit, Strahlenschutz, Ver- und Entsorgung im BMUV), Ulrich Waas (Diplom-Physiker und ehemaliges Mitglied der RSK) und Anna Veronika Wendland (Herder-Institut für historische Ostmitteleuropaforschung) gehört.

## Sitzungen des Untersuchungsausschusses
Der Untersuchungsausschuss tagte ab Juli 2024. Die Zusammenkünfte waren zumeist getrennt in nicht-öffentliche und öffentliche Termine. Getagt wurde im Paul-Löbe-Haus. Wegen der vorzeitigen Auflösung des 20. Deutschen Bundestags musste der Ausschuss ebenfalls vorzeitig seine Arbeit beenden.
Bei den nicht-öffentlichen Sitzungen standen als Themen jeweils der Stand der Erfüllung von Beweisbeschlüssen, die Beratung und Beschlussfassung über Beweisanträge, die jeweils anschließenden Beweisaufnahmen sowie das weitere Vorgehen sowie Verschiedenes auf der Tagesordnung.
Für die Teilnahme an den öffentlichen Sitzungen war eine Anmeldung mit Namen und Geburtsdaten im Ausschusssekretariat nötig; die Daten wurden im polizeilichen Informationssystem INPOL-neu überprüft und für die Einlasskontrolle verwendet werden. Nach Beendigung des Besuches wurden die Daten vernichtet.

### Sitzungstermine
| Sitzungen im Jahr 2024                        |
| * Konstituierung und 2. Sitzung: 4. Juli 2024 |
| * 3. Sitzung: 12. September 2024              |
| * 4. Sitzung: 26. September 2024              |
| * 5. und 6. Sitzung: 10. Oktober 2024         |
| * 7. und 8. Sitzung: 17. Oktober 2024         |
| * 9. und 10. Sitzung: 7. November 2024        |
| * 11. und 12. Sitzung: 14. November 2024      |
| * 13. und 14. Sitzung: 28. November 2024      |
| * 15. Sitzung: 4. Dezember 2024               |
| * 16. und 17. Sitzung: 5. Dezember 2024       |
| * 18. Sitzung: 18. Dezember 2024              |
| * 19. und 20. Sitzung: 19. Dezember 2024      |

| Sitzungen im Jahr 2025                 |
| * 21. Sitzung: 15. Januar 2025         |
| * 22. und 23. Sitzung: 16. Januar 2025 |

### Sitzungen im Jahr 2024
Am 4. Juli 2024 konstituierte sich der Untersuchungsausschuss in einer öffentlichen Sitzung mit Bundestagspräsidentin Bärbel Bas. Zum Vorsitzenden des Untersuchungsausschusses wurde Stefan Heck (CDU) gewählt.
Für die 6. Sitzung des Ausschusses war am 10. Oktober 2024 die Zeugenvernehmung dreier Referenten im Bundesministerium für Umwelt, Naturschutz, nukleare Sicherheit und Verbraucherschutz, „Referat S I 3 – Bundesaufsicht bei Betrieb und Stilllegung von Atomkraftwerken und Forschungsreaktoren“, Mareike Rüffer, Leiterin der „Abteilung Nukleare Sicherheit“ im Bundesamt für die Sicherheit der nuklearen Entsorgung (BASE) sowie von Wolfram König, ehemaliger Präsident des BASE, vorgesehen. Die drei Ministeriumsmitarbeiter wurden zur Erstellung von Vermerken zu einer möglichen Laufzeitverlängerung und zur Sicherheit der deutschen Kernkraftwerke befragt. Ein Mitarbeiter gab an, er habe im Februar 2022 auf eine mündliche Weisung hin einen Vermerk mit einer Zusammenstellung bekannter Argumente gegen den Weiterbetrieb der drei letzten Kernkraftwerke erstellt: So hätten die Kraftwerksbetreibern bereits Verträge zum Rückbau der Kraftwerke geschlossen, zudem wäre eine Periodische Sicherheitsüberprüfung (PSÜ) fällig gewesen. Der zweite Zeuge führte aus, dass diese PSÜ, die sich über mehrere Jahre hin ziehe, laut Atomgesetz alle zehn Jahre vorgeschrieben war und bei laufendem Betrieb erfolge; bei den drei letzten deutschen Atomkraftwerken zuletzt im Jahr 2009; die PSÜ entfalle, wenn innerhalb der nächsten drei Jahre die Abschaltung erfolge. Die Kraftwerke unterliegen auch laufenden Sicherheitsüberprüfungen. Ob auch ohne PSÜ ein Weiterbetrieb möglich gewesen wäre konnte der Zeuge nicht beantworten, der begrenzte Weiterbetrieb sei vertretbar gewesen. Zum TÜV-Gutachten befragt gab er an, dessen Aussagen hätten ggf. noch überprüft werden müssen. Der dritte befragte Mitarbeiter sagte zu einem von ihm mit verfassten Vermerk vom 1. März 2022 aus, das drei Szenarien hinsichtlich des Betriebs der Kraftwerke enthielt, auch zu einer Laufzeitverlängerung; dies sei aber keine abschließende Bewertung, ob eine Laufzeitverlängerung möglich sei, gewesen. Den Vermerk vom 3. März 2022 aus dem Umweltministerium habe er erst nach der Veröffentlichung des gemeinsamen Vermerks beider Ministerien gesehen, an diesem gemeinsamen Vermerk von Umwelt- und Wirtschaftsministerium vom 7. März 2022 sei er nicht beteiligt gewesen sei.
In der 8. Sitzung sollten am 17. Oktober 2024 Inge Paulini, Präsidentin des Bundesamtes für Strahlenschutz (BfS), Dirk Messner, Präsident des Umweltbundesamtes (UBA), sowie zwei Referenten im Bundesministerium für Umwelt, Naturschutz, nukleare Sicherheit und Verbraucherschutz (BMUV), „Referat S I 1 – Recht der nuklearen Sicherheit und Sicherung“, befragt werden. Inge Paulini erklärte, dass das BfS nicht mit Fragen der Laufzeitverlängerung der letzten drei deutschen Atomkraftwerke befasst war. Auf den Abteilungsleiterbesprechungen im BMUV, an denen sie teilgenommen hatte, sei es um einen Informationsaustausch zu allgemeinen Themen gegangen. Die Papiere des Bundesamtes für die Sicherheit der nuklearen Entsorgung (BASE) zu den Auswirkungen einer möglichen Laufzeitverlängerung habe sie nicht gesehen, sie erinnere sich auch nicht, ob überhaupt über Laufzeiten gesprochen worden sei. Aussagen auf der Website des BfS, dass das Risiko der Kernkraft nicht beherrschbar sei, hätten sich auf Unfälle wie die Nuklearkatastrophe von Tschernobyl und die Nuklearkatastrophe von Fukushima bezogen. Dirk Messner erklärte, das UBA sei in die Entscheidungsprozesse der Bundesregierung zum Atomausstieg nicht eingebunden gewesen. Er selbst habe zwar er an Abteilungsleiter-Runden im BMUV teilgenommen, sich aber an den Diskussionen zu einer möglichen Laufzeitverlängerung nicht beteiligt. Von den beiden Referenten aus dem BMUV berichtete der erste Zeuge, schon kurz nach Beginn des Ukraine-Krieges habe im BMUV eine Diskussion über einen möglichen Weiterbetrieb der letzten drei Atomkraftwerke begonnen; „Denkverbote“ habe es dabei nicht gegeben, fachliche Argumente seien gehört worden. Die Kraftwerksbetreiber selbst hätten eine Verlängerung der Laufzeit skeptisch beurteilt. Der zweite Zeuge sagte, aus der EU habe es nach der Entscheidung des Bundeskanzlers für eine Laufzeitverlängerung Zustimmung gegeben, gegen eine darüber hinaus gehende Verlängerung habe die EU Bedenken wegen der fehlenden Periodischen Sicherheitsüberprüfungen geäußert.
Zur Zeugenvernehmung am 7. November 2024 waren Uwe Stoll (ehemaliger wissenschaftlich-technischer Geschäftsführer der Gesellschaft für Anlagen- und Reaktorsicherheit und Mitglied der Reaktor-Sicherheitskommission), der Leiter des „Referats S I 3 – Bundesaufsicht bei Betrieb und Stilllegung von Atomkraftwerken und Forschungsreaktoren“ im Bundesministerium für Umwelt, Naturschutz, nukleare Sicherheit und Verbraucherschutz (BMUV) sowie der ehemalige Leiter der „Unterabteilung S II – Strahlenschutz“ im BMUV geladen. Uwe Stoll erklärte, der gemeinsame Prüfvermerk des Bundesumweltministeriums und des Bundeswirtschaftsministeriums vom 7. März 2022, wonach ein Weiterbetrieb der deutschen Atomkraftwerke aus Gründen der nuklearen Sicherheit nicht mehr vertretbar gewesen sei, sei inhaltlich an vielen Stellen falsch und politisch motiviert gewesen. So wären nur die Genehmigungen, Strom zu erzeugen, erloschen, nicht aber die Betriebsgenehmigungen. Technische Nachrüstungen seien nicht erforderlich gewesen, die Durchführung einer Periodischen Sicherheitsüberprüfung sei keine Genehmigungsvoraussetzung. Ein Mitarbeiter des BMUV gab vor dem Ausschuss an, er sei irritiert gewesen über die Stellungnahme eines deutschen Energiekonzern, wonach dieser Bedenken gegen einen Weiterbetrieb geäußert und umfangreiche Nachrüstungen für erforderlich gehalten hatte; Prüfbedarf habe aber auch er selbst gesehen, auch die Sicherheitsüberprüfungen seien nicht als entbehrlich anzusehen. Der andere als Zeuge geladene Mitarbeiter des BMUV erklärte, die Strahlenschutz-Abteilung habe keine Rolle in der Debatte über den Weiterbetrieb gespielt.
Der Untersuchungsausschuss lud für den 14. November 2024 Richard Donderer (Vorsitzender der Reaktor-Sicherheitskommission, RSK), den Leiter des „Referats S I 1 – Recht der nuklearen Sicherheit und Sicherung“ im Bundesministerium für Umwelt, Naturschutz, nukleare Sicherheit und Verbraucherschutz (BMUV) sowie den Leiter der „Unterabteilung S III – Nukleare Entsorgung“ im BMUV als Zeugen. Einer der Mitarbeiter des BMUV äußerte, er habe die rechtlichen Risiken bei einem Streckbetrieb der Kraftwerke als geringer als bei einem Reservebetrieb eingeschätzt. Auch sei der Weiterbetrieb aller drei Anlagen sei einfacher regelbar gewesen als nur eine Anlage länger zu betreiben. Ein anderer Zeuge aus dem Umweltministerium, dort zuständig für den Bereich nukleare Entsorgung, gab an, zwar für die Sicherheit der Reaktoren und die Verlängerung von Laufzeiten nicht zuständig, aber beteiligt gewesen zu sein; man habe an der Bearbeitung von Anfragen mitgewirkt. In einem Streckbetrieb habe sein Bereich negative Auswirkungen für die nukleare Entsorgung gesehen. Richard Donderer erklärte, es sei nicht sinnvoll, Kernkraftwerke ständig herauf- und runterzufahren, auch könne ein Kernkraftwerk nicht schnell hochgefahren werden. Die RSK habe einen Auftrag zur Stellungnahme zu einem kontinuierlichen Streckbetrieb erhalten, an den Prüfvermerken der Bundesministerien sei die Kommission nicht beteiligt gewesen.
Am 28. November 2024 wollte der Untersuchungsausschuss einen Mitarbeiter der Abteilung „Energie und Systeme“ des TÜV SÜD als Zeugen vernehmen. Zudem war die Anhörung von Sachverständigen zu den Themen „Markt und Preiswirkungen der Entscheidungsalternativen zum Primärenergiemix nach dem 24. Februar 2022“, „Sicherheitsaspekte der Entscheidungsalternativen zum Primärenergiemix nach dem 24. Februar 2022“ sowie „Auswirkungen der Entscheidungsalternativen zum Primärenergiemix nach dem 24. Februar 2022 auf die CO2-Bilanz“ vorgesehen. Als Sachverständige waren Marc Oliver Bettzüge, Claudia Kemfert, Felix Matthes, Wolfgang Renneberg sowie Anna Veronika Wendland geladen. Auch sollen Markus Krebber (Vorstandsvorsitzender der RWE AG), Guido Knott (Vorsitzender der Geschäftsführung der PreussenElektra) und Frank Mastiaux (ehemaliger Vorstandsvorsitzender der EnBW Energie Baden-Württemberg) als Zeugen vernommen werden. Laut Marc Oliver Bettzüge habe die Analyse der Wirkungen des Streckbetriebs der drei Kernkraftwerke insgesamt eher geringe Effekte gezeigt, die Versorgungssicherheit von Januar bis April 2023 sei auch ohne den Streckbetrieb gewährleistet gewesen. Veronika Grimm gab ergänzend an, dass der Winter nicht besonders kalt und die Gasspeicher gefüllt gewesen seien. Ihrer Ansicht nach hätte durch mehr Erzeugungskapazität ein Preiseffekt erzielt werden können, Felix Matthes und Bettzüge sprachen von einer nur geringen Auswirkung auf die Strompreise durch den Streckbetrieb. Claudia Kemfert sah keine signifikanten Auswirkungen auf das Stromsystem durch den Atomausstieg. Wolfgang Renneberg betonte, ohne die Ergebnisse der Sicherheitsüberprüfungen hätten Aussagen über die Sicherheit der Anlagen nicht abschließend getroffen werden können; die Bewertungen im gemeinsamen Vermerk der Ministerien vom 7. März 2022 bezeichnete er als in jedem Falle richtig. Dagegen war Ulrich Waas von dem Vermerk enttäuscht, Informationen seien nicht oder nur bruchstückhaft eingeholt worden. Er bezweifelte, „ob eine umfassende und ergebnisoffene Prüfung überhaupt gewollt war“. Anna Veronika Wendland sah in offiziellen Dokumenten und öffentlichen Äußerungen der Akteure im Umwelt- und im Wirtschaftsministerium „nachweislich und systematisch unwahre Aussagen über den Sicherheitszustand und die Laufzeitverlängerungs-Optionen der deutschen Kernkraftwerke“. Der Mitarbeiter des TÜV SÜD äußerte sich kritisch zu den in dem Vermerk gemachten Äußerungen zur fehlenden Sicherheitsüberprüfung; die PSÜ sei eine betriebsbegleitende Ergänzung des Aufsichtsverfahrens. Die Anlagen seien „auf Herz und Nieren“ geprüft worden. Markus Krebber gab an, dass RWE wenig Interesse hatte, sein Kernkraftwerk Emsland noch länger zu betreiben. Technisch wäre das machbar, RWE aber auf ein Ende des Betriebs Ende 2022 eingerichtet gewesen. In einer von RWE abgegebenen Einschätzung über einen Weiterbetrieb benannte eine langwierige Beschaffung neuer Brennelemente, die Notwendigkeit einer Periodischen Sicherheitsüberprüfung sowie hohe Investitionskosten bei einer Verlängerung des Betriebs. Das wirtschaftliche Risiko für einen Weiterbetrieb über wenige Monate hinaus wollte RWE nicht übernehmen. Guido Knott sagte dem Ausschuss, PreussenElektra sei bereit gewesen, seine Anlage Isar 2 weiter zu betreiben – aus Versorgungssicherheitsgründen für Deutschland, solange die Krise anhalte. „Es stand nie außer Frage, dass die Anlage hätte weiterbetrieben werden können“, sagte Knott. Die sicherheitstechnischen Bedenken habe man zurückgewiesen. Laut Frank Mastiaux seien die Anlagen Neckarwestheim sicherheitstechnisch voll in Ordnung, ein Weiterbetrieb möglich gewesen unter Beachtung u. a. der Lieferzeiten für Brennstäbe.
Am 4. Dezember 2024 traf sich der Ausschuss zu seiner 15. Sitzung. Vorgesehen war die Zeugenvernehmung von Tim Meyerjürgens (Mitglied des Vorstands und Chief Operating Officer von Tennet TSO), Jörg Harren (Geschäftsführer der Urenco Deutschland GmbH), Christoph Pistner (Leiter des Bereichs „Nukleartechnik & Anlagensicherheit“ des Öko-Instituts e. V. und stellvertretender Vorsitzender der Reaktorsicherheitskommission), Martin Pache (Geschäftsführer der Westinghouse Electric Germany GmbH) sowie einer Mitarbeiterin der Bundesnetzagentur, „Referat 626 – Versorgungssicherheit Strom“. Christoph Pistner bezeichnete sich als Gegner der Nutzung von Kernkraft. Die Reaktorsicherheitskommission wäre vor dem Prüfvermerk vom 7. März 2022 nicht kontaktiert worden, auch weil es im Bundesministerium genügend Sachverstand gebe. Die Risiken für den Weiterbetrieb, so Pistner, hätten nicht durch einen Nutzen für die Wirtschaft wettgemacht werden können. Tim Meyerjürgens sagte zu den Stresstests aus. Er habe den Streckbetrieb, eine Verlängerung der Laufzeit, favorisiert, das hätte einen Beitrag geleistet, auch wenn der nur „ein überschaubarer Beitrag“ gewesen wäre. Die befragte Mitarbeiterin der Bundesnetzagentur erklärte auf eine entsprechende Nachfrage hin, das Ergebnis der Lageanalysen habe zuvor nicht festgestanden. Martin Pache erklärte, bei seinem Unternehmen sei von den beteiligten Ministerien nicht nachgefragt hätten, ob die Fertigungsdauer von Brennelementen zwischen Vertrag und Lieferung hätte verkürzt werden können. Bei einem Auftrag im März 2022 ein Weiterbetrieb geplant worden wäre, hätte Westinghouse die Lieferung von Brennelementen bis zum Sommer 2023 garantieren können. Im August 2022 habe es Hinweise auf eine mögliche Laufzeitverlängerung gegeben, Westinghouse habe damals deutlich gemacht, binnen sechs oder sieben Monaten Brennelemente liefern zu können, vorausgesetzt einer Einigung mit allen Zulieferern. Auch Jörg Harren gab an, von den Ministerien seien sehr wenig Fragen an die Nuklearindustrie gestellt worden. Sein Unternehmen hätte durchaus kurzfristig mehr angereichertes Uran für Brennstäbe liefern können. Harren nannte Deutschlands Nutzung der Kernenergie einen „ideologisch geprägten Prozess“. Auf Nachfrage erklärte er, die weltweiten Uranvorräte würden länger als 20 Jahre reichen, Uran komme viel häufiger vor als Gold, eine Abhängigkeit von Russland, das 20 Prozent dieses Metalls liefere, bestünde nicht.
Zur 17. Sitzung am 5. Dezember 2024 waren der Leiter der „Abteilung 6 – Energieregulierung“ der Bundesnetzagentur sowie vier Mitarbeiter aus den Referaten „III A 4 – Strommarkt, Stromversorgungssicherheit“, „III B 4 – Versorgungssicherheit, Stromgroßhandel“, „III C 4 – Systemsicherheit“ und „III B 5 – Kraftwerke“ des Bundesministeriums für Wirtschaft und Klimaschutz zur Zeugenvernehmung geladen. Der Mitarbeiter der Bundesnetzagentur zeigte Verständnis für die Vorgaben für den zweiten Energieversorgungs-Stresstest der Übertragungsnetzbetreiber im Jahr 2022; Robert Habeck habe offenbar die Berücksichtigung von mehr Risiken und Gefährdungen gewollt. Die Ergebnisse des zweiten Stresstests nannte er alarmistisch, eine mehrjährige Verlängerung der Laufzeit der Kernkraftwerke sei damit nicht möglich gewesen. Zur energiepolitischen Diskussion nach dem russischen Überfall auf die Ukraine sagte er, wegen der starken Abhängigkeit von russischen Energielieferungen hätte der damals geforderte sofortige Stopp russischer Lieferungen zu einer Gasmangellage geführt. Es seien Gaslieferungen auf andere Lieferanten verlagert worden, Kohlekraftwerke wieder genutzt und auch begonnen worden, eine Verlängerung der Laufzeit von Kernkraftwerken zu betrachten.
Auf der Tagesordnung der 18. Sitzung stand die Zeugenvernehmung von Klaus Müller (Präsident der Bundesnetzagentur), Gerrit Niehaus (Leiter der Abteilung „S – Nukleare Sicherheit, Strahlenschutz“ im Bundesministerium für Umwelt, Naturschutz, nukleare Sicherheit und Verbraucherschutz) sowie Volker Oschmann (Leiter der Abteilung „III – Strom“ im Bundesministerium für Wirtschaft und Klimaschutz). Klaus Müller erklärte, seine Behörde habe eine Gasmangellage vermeiden bzw. ggf. managen wollen. Das Wirtschaftsministerium habe den Auftrag erteilt, die Netzstabilität unter Berücksichtigung des deutschen Atomausstiegs vor dem Hintergrund der neuen Umstände zu prüfen. Zwei Stresstests seien dazu durchgeführt worden, eine Abkehr vom Weg des Atomausstiegs sei dabei weder für die Aufrechterhaltung der Netzstabilität noch für die Kompensierung einer Gasmangellage angezeigt gewesen. Gerrit Niehaus sagte dem Ausschuss, dass sich nach dem Beginn des Kriegs gegen die Ukraine die Frage gestellt habe, ob ein Weiterbetrieb deutscher AKW eine mögliche Energieversorgungskrise abwenden könnte. Dabei hätten sich allerdings die Betreiber im März 2022 ablehnend dazu geäußert, da sie schon auf den Ausstieg eingestellt war. Die Kraftwerke hätten nicht dem wissenschaftlich-technischen Stand zur Schadensvorsorge entsprochen. Ein Weiterbetrieb wäre ein sicherheitstechnisch hohes, nicht hinnehmbares Risiko gewesen, ein Streckbetrieb angesichts der verschärften Energieversorgungslage gerade noch möglich. Volker Oschmann gab an, man habe ergebnisoffen geprüft, ob die Versorgungssicherheit darstellbar sei und welche Optionen es gebe, immer mit dem Ziel der Gewährleistung der Versorgungssicherheit. Er wies auf den mangelnden Ausbau der Stromnetze hin sowie auf die Krise der französischen Nuklearenergie im Sommer.
Am 19. Dezember 2024 wollte der Untersuchungsausschuss in seiner 20. Sitzung die Zeugen Stefan Tidow (Staatssekretär im Bundesministerium für Umwelt, nukleare Sicherheit und Verbraucherschutz), Patrick Graichen (Staatssekretär a. D. im Bundesministerium für Wirtschaft und Klimaschutz) und Wolf Heinrich Reuter (Staatssekretär a. D. im Bundesministerium der Finanzen) vernehmen. Stefan Tidow erklärte, die Mail von Graichen mit dem Vermerk „Die wollen das nicht“ hätte kein Ergebnis vorweggenommen, Graichen hätte damit die Anmerkungen der Betreiber zur Kenntnis gegeben. Nach Tidows Aussage hätten die Betreiber der Kernkraftwerke selbst große Schwierigkeiten für einen Weiterbetrieb der Anlagen über den 31. Dezember 2022 hinaus gesehen. Diese Abwägung über die Sinnhaftigkeit eines Weiterbetriebs habe sich im Laufe des Jahres 2022 immer wieder geändert. Patrick Graichen sagte aus, dass eine Laufzeitverlängerung ergebnisoffen geprüft worden sei. Diese Verlängerung der Laufzeiten sei jedoch nur eine von mehreren Optionen gewesen, andere waren die Wiederinbetriebnahme von Kohlekraftwerken, der Ausbau der Nord-Süd-Stromleitungen sowie eine Wiederinbetriebnahme von Biogasanlagen. Die Verlängerung der Laufzeiten, die nach damaligem Kenntnisstand keine zusätzliche Kilowattstunde Strom eingebracht hätte, wäre mit erheblichen Risiken verbunden gewesen, so sei das Risiko eines GAU nicht vollständig auszuschließen und zudem hätte die Bundesregierung die periodischen Sicherheitsüberprüfungen nachholen müssen. Wolf Heinrich Reuter sagte dem Ausschuss, das Energieangebot hätte mit jeder Möglichkeit ausgebaut werden und der Gasverbrauch gesenkt werden müssen, das wäre mit einem Weiterlaufen der Kernkraftwerke erreichbar gewesen.

### Sitzungen im Jahr 2025
Der Untersuchungsausschuss hatte zu seiner 21. Sitzung am 15. Januar 2025 als Zeugen Steffi Lemke (Bundesministerin für Umwelt, Naturschutz, nukleare Sicherheit und Verbraucherschutz), Christian Lindner (Bundesminister der Finanzen a. D.) sowie Wolfgang Schmidt (Bundesminister für besondere Aufgaben/Chef des Bundeskanzleramtes) geladen. Steffi Lemke gab zunächst eine Erklärung ab und widersprach anschließend in der siebenstündigen Sitzung des Ausschusses den Darstellungen, ihr Ministerium habe eine Verlängerung des Betriebs der drei Kernkraftwerke über das vorgesehene Abschaltdatum Ende 2022 hinaus von vornherein abgelehnt. Im Februar 2022 habe sie eine Bewertung angefordert, unter welchen Bedingungen ein Weiterbetrieb der Kernkraftwerke möglich sei, dabei seien durch die Fachebene ihres Ministeriums Bedingungen, Voraussetzungen und Notwendigkeiten formuliert worden. Ihr Abteilungsleiter habe den Vermerk zudem nicht umgeschrieben, sondern diesem nur eine auf den Ausstiegsbeschluss von 2011 zurückgehende Einschätzung hinzugefügt, dass das Restrisiko nur für eine gewisse Zeit tragbar sei. Die Kraftwerksbetreiber hätten die Laufzeitverlängerung abgelehnt bzw. seien nur bei einer Haftungsübernahme des Staats zu einer langjährigen Laufzeitverlängerung bereit gewesen. Angesichts des im Sommer 2022 gesehenen Risikos eines großflächigen Blackouts sei die Bundesregierung zu dem Ergebnis gekommen, dass eine Laufzeitverlängerung um dreieinhalb Monate möglich sei; Bundeskanzler Olaf Scholz habe dann in diesem Sinne die Richtlinienentscheidung gefällt. Christian Lindner erläuterte, dass es bei den Überlegungen um Versorgungssicherheit und Energiepreise gegangen sei. Gegen von der FDP geforderte längere Laufzeiten habe es Widerstand von der „G-Seite“ gegeben. Lindner habe Zweifel an der von Habeck angekündigten ergebnisoffenen Prüfung aller Optionen gehabt. Auch Widersprüche habe es gegeben, so hätten Umweltministerium und Wirtschaftsministerium darauf hingewiesen, dass atomarer Brennstoff nur aus Russland bezogen werden könne, wohingegen Eon, RWE und EnBW bei einer Telefonkonferenz gegenüber Olaf Scholz, Robert Habeck und Lindner das als falsch bezeichnet hätten. Die FDP habe bei der Laufzeit auch den Winter 2023/2024 mit einbeziehen wollen. Wolfgang Schmidt sagte vor dem Ausschuss, dass Scholz schon im Jahr 2021 die Frage gestellt habe, was passiere, wenn Russland Deutschland das Gas abdreht. Im Bundeskanzleramt habe man sich ergebnisoffen und undogmatisch mit der Thematik befasst, in Bezug auf die Laufzeitverlängerung seien die Koalitionspartner der SPD in unterschiedliche Richtungen gelaufen.
Die Tagesordnung der 23. Sitzung sah die Zeugenvernehmung von Robert Habeck (Bundesminister für Wirtschaft und Klimaschutz) und Olaf Scholz (Bundeskanzler) vor. Vor der Zeugenbefragung konnten die Ausschussmitglieder Pressestatements abgeben. Robert Habeck sagte in der fast neunstündigen Befragung aus, die Prüfung eines Weiterbetriebs sei ergebnisoffen und ohne ideologische Vorgaben erfolgt. Denkverbote habe es nicht gegeben. Er, so Habeck, habe die bei Amtsantritt Ende 2021 vorgefundene Abhängigkeit von russischen Energielieferungen als bedrohlich empfunden; als dann der Krieg gegen die Ukraine begann, habe die Versorgungslage „an der Kante“ gestanden und Deutschland sich in einer erpressbaren Situation befunden. Habeck habe mit einem Gesetz und den neu errichteten LNG-Terminals für volle Gasspeicher gesorgt und das von Friedrich Merz geforderte Embargo von russischem Gas abgelehnt. Da die Füllmenge der Gasspeicher im Sommer 2023 nur 27 Prozent betrug, sei die Idee, die Atomkraftwerke im Sommer nicht so stark zu nutzen, um sie dann noch im Winter 2023 zur Verfügung zu haben, obsolet geworden. Ein Streckbetrieb hätte in dieser Situation nichts gebracht, auch seien neue Brennstäbe notwendig gewesen. Nachdem Russland Ende August die Gaslieferungen gestoppt hatte, die französischen Atomkraftwerke ausgefallen waren und die Versorgung der deutschen Kohlekraftwerke wegen des niedrigen Rhein-Wasserstands nicht mehr sichergestellt werden konnte, hätten die Betreiber der Kernkraftwerke erklärt, es könne bei einem Streckbetrieb zusätzliche Strommengen geben. Daher ordnete Habeck Mitte Juli einen zweiten Stresstest zur Energieversorgung an; dieser ergab, dass es durch einen Weiterbetrieb kaum Gaseinsparungen gegeben hätte. Dennoch sei ein Streckbetrieb für den Winter vorbereitet worden. Eine finale Entscheidung dazu per Gesetz im Dezember sei durch die FDP, die auf längere Laufzeiten festgelegt gewesen sei, blockiert worden. Durch die Richtlinienentscheidung von Olaf Scholz wurde dann die Laufzeit der letzten drei Kernkraftwerke bis Mitte April 2023 verlängert. Im Anschluss an Habeck wurde Olaf Scholz als letzter Zeuge etwa zweieinhalb Stunden lang befragt. Er sah die Verlängerung der Laufzeit auf Mitte April 2023 als seinerzeit „sinnvollste Lösung“, um die Versorgung mit Energie sicherzustellen und einer drohenden extremen Verteuerung vorzubeugen. Die Entscheidung für die Wahrnehmung seiner Richtlinienkompetenz habe er nach einer mehr als einstündigen Telefonkonferenz mit Habeck, Lindner und den Vertretern der drei Kernkraftwerke getroffen. Beim Gespräch habe sich ergeben, dass es nicht sinnvoll sei, alte Kraftwerke wieder in Betrieb zu nehmen. Kernkraftwerke als „kalte Reserve“ vorzuhalten sei auch nicht möglich gewesen. Wenn neue Brennstäbe beschafft werden, müssten diese über die volle Nutzungsdauer in Betrieb sein, also fünf bis sieben Jahre. Daher, so Scholz, stand nur noch die Variante, die Kraftwerke über den bevorstehenden Winter weiterzubetreiben, im Raum. Auf die Frage nach einer ergebnisoffenen Prüfung antwortete Scholz: „Darauf muss man ja setzen.“ Da sich bei einem Gespräch mit Habeck und Lindner am 16. Oktober keine Einigung erzielen ließ, habe er, Scholz, das per Richtlinienkompetenz geregelt: „Das muss ich auf meine Kappe nehmen.“
Die Zeugenvernehmung im Untersuchungsausschuss endete am 17. Januar 2025 mit der Vernehmung von Olaf Scholz.

## Ergebnisse des 2. Untersuchungsausschusses der 20. Wahlperiode des Deutschen Bundestages
Wegen der vorzeitigen Auflösung des 20. Deutschen Bundestags musste der Ausschuss ebenfalls vorzeitig seine Arbeit beenden.

### Bundestagsdebatte (30. Januar 2025)
Anlässlich des Abschlusses der Beweisaufnahme war am 30. Januar 2025 eine Debatte im Bundestag angesetzt. In der Debatte sprachen Patrick Schnieder, Jakob Blankenburg, Frank Schäffler, Lukas Benner, Andreas Bleck, Zanda Martens, Andreas Lenz, Lisa Badum, Julian Grünke, Michael Kaufmann, Robin Mesarosch, Stefan Heck, Bernhard Herrmann, Ralph Lenkert und Nina Scheer.

### Abschlussbericht
Der Abschlussbericht wurde am 19. Februar 2025 an Yvonne Magwas, Vizepräsidentin des 20. Deutschen Bundestages, überreicht. Darin werden im ersten Teil das Verfahren der Ausschussarbeit beschrieben und in weiteren Teilen die jeweiligen Feststellungen und Bewertungen der Fraktionen der SPD, der CDU/CSU, von Bündnis 90/Die Grünen, der FDP und der AfD veröffentlicht. Wegen der verkürzten Legislaturperiode und des Fehlens einer stabilen Mehrheit im Plenum und im Ausschuss wurde nur ein einvernehmlicher, vom Sekretariat des Ausschusses entworfener Verfahrensteil angestrebt und auf den üblichen konsentierten Feststellungsteil verzichtet. Anstelle eines von einer Mehrheit des Ausschusses getragenen Bewertungsteils, dem einer oder mehrere Sondervoten gegenüberstehen, enthält der Abschlussbericht ein durch jede Fraktion verfasstes eigenes Votum mit Feststellungen zum Sachverhalt und einer hierauf gestützten Bewertung.
Im Bericht der SPD-Fraktion wird festgestellt, dass sich die Abwägungsentscheidung der Bundesregierung, am Ausstieg aus der Kernenergie festzuhalten, rückblickend als richtig erwiesen habe. „Insbesondere aus ökonomischer Perspektive konnte der Ausschuss keine Begründung für eine längere Laufzeitverlängerung erarbeiten“. Die Entscheidung von Bundeskanzler Olaf Scholz für den Streckbetrieb sei als eine von vielen Maßnahmen gegen Versorgungsengpässe sinnvoll gewesen. Der Eindruck der Unionsfraktion, dass Bundeswirtschaftsminister Robert Habeck dem Weiterbetrieb der Kernkraftwerke ablehnend gegenüber gestanden und keine ergebnisoffene Prüfung vorgenommen habe, hätte „(…) sich durchaus bestätigt. Eine bahnbrechende neue Erkenntnis ist dies allerdings - wie erwartet - nicht. Ein Untersuchungsausschuss mit all seinen Ressourcen wäre hierfür nicht erforderlich gewesen“.
Die CDU/CSU-Fraktion stellte fest, der Auftrag des Untersuchungsausschusses sei „nicht erfüllbar [gewesen], da von der Bundesregierung boykottiert“. Akten seien nur unvollständig vorgelegt worden, so habe das Bundesministerium für Wirtschaft und Klimaschutz alle Nachrichten und E-Mails gesichtet und sortiert. „Trotz des großen Einsatzes der Ausschussmitglieder konnte der Ausschuss seinen Auftrag nicht erfüllen, weil die Bundesregierung das gezielt verhindert hat.“ Eine ergebnisoffene Prüfung über einen Weiterbetrieb der Kernkraftwerke habe nicht stattgefunden. Eine Laufzeitverlängerung sei sicherheitstechnisch und rechtlich möglich gewesen.
Laut dem Bericht der Fraktion Bündnis 90/Die Grünen sei die Entscheidung für den Streckbetrieb der Kernkraftwerke als eine von vielen Maßnahmen gegen Folgen der Energiekrise sinnvoll gewesen. Der Untersuchungsausschuss habe bewiesen, dass der Atomausstieg der richtige und verantwortungsvolle Weg gewesen, die „Behauptung der Union, eine nur kurzfristige Laufzeitverlängerung hätte die Energiekrise wesentlich verschärft, wurde klar widerlegt.“
Die FDP-Fraktion stellt in ihrem Bericht fest, die Bundesregierung habe die Öffentlichkeit getäuscht. Eine ergebnisoffene Prüfung habe nicht stattgefunden. In den Leitungsebenen der Ministerien für Wirtschaft und Umwelt habe es enormen ideologischen Widerstand gegeben. Ansätze über die Vermeidung von Blackouts im Winter 2022/2023 hinaus wurden nicht ernsthaft verfolgt. Neue Brennstäbe für die Kernkraftwerke seien kurzfristig verfügbar gewesen, eine Sicherheitsüberprüfung habe einer Laufzeitverlängerung nicht im Wege gestanden.
Die AfD-Fraktion schreibt in ihrem Bericht, die Entscheidung zur Laufzeitverlängerung deutscher Kernkraftwerke sei nicht im Rahmen einer ergebnisoffenen Prüfung zustande gekommen. Ideologische Beweggründe hätten den Entscheidungsprozess beeinflusst und gesteuert und die Entscheidung auf die Anti-Atomkraft-Bewegung ausgerichtet. Die vorhandene fachliche Expertise sei nicht genutzt worden.

## Bewertungen der Ergebnisse
Die Ergebnisse des 2. Untersuchungsausschusses der 20. Wahlperiode des Deutschen Bundestages wurden unterschiedlich bewertet.

### Medien
Die Neue Zürcher Zeitung urteilte am 7. Januar 2025 unter Bezug auf den Abschlussbericht der Union, die Prüfung sei weder ergebnisoffen noch umfassend, sondern „von Beginn an politisch gesteuert“ gewesen.
Nach Sicht des Cicero am 15. Januar 2025 habe der AKW-Untersuchungsausschuss des Bundestags bewiesen, dass „Wirtschafts- und Umweltministerium […] die Öffentlichkeit und die Energieversorger bewusst getäuscht [haben], um einen Weiterbetrieb zu verhindern“.
Für den Deutschlandfunk kommentierte Ann-Kathrin Büüsker am 16. Januar 2025, der Untersuchungsausschuss sei eine „Farce“ und eine „Verschwendung von Zeit und Lebenskraft vieler Akteure, die für die Lösung echter Probleme hätten eingesetzt werden können.“ Der Union sei es anscheinend nur darum gegangen, „Öffentlichkeit für ihre haltlosen Vorwürfe herzustellen.“ Der Spiegel sah im Untersuchungsausschuss „Wahlkampfgetöse“, eine Befragung von Robert Habeck habe nach drei Stunden keine neuen Erkenntnisse geliefert. Der Stern schrieb nach der Befragung Habecks: „Wie ergebnisoffen prüft der Ausschuss, ob der AKW-Weiterbetrieb ergebnisoffen geprüft wurde?“, er sah keine „bahnbrechenden Erkenntnisse (…) nicht mal ein Skandälchen“. Die Berliner Morgenpost urteilte, dass „die 23 Sitzungen des Ausschusses bislang nichts zu Tage gefördert haben, was als schlagender Beweis in die eine oder andere Richtung gelesen werden muss.“

### Parteien
In der vereinbarten Debatte im Deutschen Bundestag am 30. Januar 2025 beurteilten die Parteien die Ergebnisse unterschiedlich. Der AfD-Abgeordnete Andreas Bleck sah die Ergebnisse des Untersuchungsausschusses kritisch, auch weil die von der AfD vorgeschlagenen Sachverständigen abgelehnt wurden. Eine ergebnisoffene Prüfung des Weiterbetriebs habe es nicht gegeben. Lukas Benner (Bündnis 90/Die Grünen) bezeichnete den Untersuchungsausschuss als „Farce“. Die Zeugen hätten die Vorwürfe nicht erhärtet, sondern bestätigt, dass die Bundesregierung Deutschland gut durch den Krisenwinter 2022/2023 gebracht hätte. Der Ausschussvorsitzende Stefan Heck (CDU) sah keine Hinweise auf die von Robert Habeck zugesagte ergebnisoffene Prüfung über einen Weiterbetrieb der letzten drei deutschen Atomkraftwerke: „Es fand überhaupt keine Prüfung statt“. Auch laut Patrick Schnieder (CDU) habe es die zugesagte unvoreingenommene Prüfung nie gegeben. Die Bundesregierung habe keine Vollständigkeitserklärungen über die vorgelegten Akten vorgelegt, der Untersuchungsausschuss so seinen Auftrag nicht vollständig erfüllen können. Laut Frank Schäffler (FDP) hätten Steffi Lemke und Robert Habeck die Öffentlichkeit „hinter die Fichte geführt“, der Bundeskanzler habe nur so getan, als habe er von seiner Richtlinienkompetenz Gebrauch gemacht, tatsächlich aber alles mit den Grünen „verdealt“. Jakob Blankenburg (SPD) bezeichnete den Erkenntnisgewinn aus der Arbeit des Ausschusses mit „nahe null“ und den Untersuchungsausschuss ein Wahlkampfmanöver der Union.
Im Abschlussbericht konnten sich die Fraktionen nicht auf einen gemeinsamen Bericht einigen, er enthält somit die durch jede Fraktion verfassten eigenen Voten mit Feststellungen zum Sachverhalt und einer hierauf gestützten Bewertung.

### Umwelt- und Naturschutzverbände
Der Vorsitzende der Organisation Bund für Umwelt und Naturschutz Deutschland (BUND), Olaf Bandt, bezeichnete den parlamentarischen Untersuchungsausschuss zum Atomausstieg im Januar 2025 als „von Beginn an nicht mehr als ein absurdes Theater“. Es sei im Untersuchungsausschuss „weniger um die Energieversorgung als um parteipolitisches Kalkül“ gegangen.